# Droga magistralna M14 (Białoruś)
Droga magistralna M14 (biał. Магістраль М14), nazywana także drugą obwodnicą samochodową Mińska (MKAD-2) (biał. Друга́я Мі́нская кальцава́я аўтамабі́льная даро́га (МКАД-2), ros. Вторая минская кольцевая автомобильная дорога (МКАД-2)) – droga szybkiego ruchu na Białorusi, w obwodzie mińskim. Trasa o długości 88 km stanowi północno-zachodnią część zewnętrznego pierścienia wokół Mińska. Całkowita długość obwodnicy, po uwzględnieniu już istniejących odcinków dróg, wynosi 160 km.
Przedłużeniem arterii w kierunku szosy M2 i portu lotniczego Mińsk jest droga republikańska R80.
M14 poprowadzono w odległości od 10 do 25 km od miejskiej obwodnicy. Trasę oddawano do użytku w latach 2015 – 2016. Na całej długości jest dwujezdniowa z dwoma pasami ruchu w każdym kierunku.